# Daniela Bortoletto
Daniela Bortoletto (...) è una fisica italiana, si occupa nello specifico della fisica delle alte energie.
È capo del Particle Physics presso l'Università di Oxford ed è Nicholas Kurti Senior Research Fellow in fisica presso il Brasenose College, uno dei collegi costituenti dell'Università di Oxford. Lavora nello sviluppo di rivelatori al silicio ed è stata una co-scopritrice sia del bosone di Higgs che del quark top.

## Biografia
Bortoletto è cresciuta nelle Alpi italiane ed ha studiato all'Università degli Studi di Pavia, laureandosi con la lode in Fisica. È stata membro del Collegio Ghislieri a Pavia.
Nel 1989, ha conseguito il dottorato di ricerca presso l'Università di Syracuse, sotto la supervisione di Sheldon Stone.

## Ricerca
Bortoletto si trasferì alla Purdue University per perseguire un fellow post-dottorato. Nel 1994, ha ricevuto un Career Advancement Award della NSF ed è diventata Alfred P. Sloan Research Fellow. Nel 1995, contribuì con la collaborazione CDF alla scoperta del quark top.. Due anni dopo, ha vinto un NSF Faculty Early Career Development Award. Nel 2004, è diventata una fellow dell'American Physical Society.
Nel 2010, Bortoletto ha ottenuto la carica di Edward M. Purcell Distinguished Professor di fisica presso la Purdue University. Per sette anni è stata coordinatrice dell'aggiornamento per la collaborazione CMS degli Stati Uniti, parte dell'esperimento CMS al Large Hadron Collider del CERN di Ginevra . Nel 2013, si è trasferita all'Università di Oxford ed è diventata fellow della American Association for the Advancement of Science. Nel 2014, si è trasferita dalla collaborazione CMS alla collaborazione ATLAS, lavorando nuovamente sul LHC. La sua ricerca si concentra sullo sviluppo di rivelatori al silicio. Bortoletto è diventata fellow dell'Institute of Physics nel 2015. È editrice per la rivista Nuclear Instruments and Methods in Physics Research Section A.
Dal 2015, Bortoletto ha istituito e gestisce la sezione britannica della Conference for Undergraduate Women in Physics, che si tiene ogni anno ad Oxford.